# Трі-Майл-Бей (Нью-Йорк)
Трі-Майл-Бей (англ. Three Mile Bay) — переписна місцевість (CDP) в США, в окрузі Джефферсон штату Нью-Йорк. Населення — 187 осіб (2020).

## Географія
Трі-Майл-Бей розташоване за координатами 44°5′0″ пн. ш. 76°11′52″ зх. д. / 44.08333° пн. ш. 76.19778° зх. д. (44.083197, -76.197882).  За даними Бюро перепису населення США в 2010 році переписна місцевість мала площу 0,67 км², уся площа — суходіл.

## Демографія
Згідно з переписом 2010 року, у переписній місцевості мешкало 227 осіб у 92 домогосподарствах у складі 64 родин. Густота населення становила 340 осіб/км².  Було 104 помешкання (156/км²).
Расовий склад населення:
| - 97,4 % — білих - 0,4 % — чорних або афроамериканців |

До двох чи більше рас належало 1,8 %. Частка іспаномовних становила 0,0 % від усіх жителів.
За віковим діапазоном населення розподілялося таким чином: 25,1 % — особи молодші 18 років, 58,6 % — особи у віці 18—64 років, 16,3 % — особи у віці 65 років та старші. Медіана віку мешканця становила 36,5 року. На 100 осіб жіночої статі у переписній місцевості припадало 95,7 чоловіків;  на 100 жінок у віці від 18 років та старших — 97,7 чоловіків також старших 18 років.
Середній дохід на одне домашнє господарство  становив 39 221 долар США (медіана — 34 808), а середній дохід на одну сім'ю — 53 372 долари (медіана — 44 167). За межею бідності перебувало 6,1 % осіб, у тому числі 0,0 % дітей у віці до 18 років та 0,0 % осіб у віці 65 років та старших.
Цивільне працевлаштоване населення становило 64 особи. Основні галузі зайнятості: публічна адміністрація — 32,8 %, роздрібна торгівля — 31,3 %, науковці, спеціалісти, менеджери — 23,4 %.